# Liste de films LGBT en France
La liste de films LGBT en France est une liste de films (longs, courts et moyens métrages) et téléfilms produits en France dans lesquels les thèmes des minorités sexuelles et de genres sont présents et ou évoqués explicitement ou implicitement.

## Notice
- (1) Titre : titre sortie France ; TQ : titre Québec ; TB : titre belge.
- (2) Support : film (long métrage, court métrage, moyen métrage) ; film documentaire ; et éventuellement : série TV ; mini-série et téléfilms (si liés aux films et à leur⋅s auteur⋅trice⋅s ici présent).
- (3) réalisateur ou réalisatrice :
  - (*) Réalisateur⋅trice dont l'œuvre est marquée par les thèmes LGBT
- (4) Catégorie-thème LGBT :
  - H = Le film est marqué dans le Portail:LGBT ; T = dans le Portail:transidentité. La thématique LGBT est une des thématiques principales.
  - (LGBT) ou par exemple : (France) = film inclus dans la catégorie « LGBT au cinéma en France » ; etc. ; La thématique LGBT est abordée dans l'œuvre.
  - thème LGBT : (voir la boîte déroulante : LGBT au cinéma)
  - (thèmes connexes) = (voir la boite déroulante : catégorie "LGBT au cinéma" et lié aux LGBT au cinéma)
- (5) personnage(s) :
  - P = un personnage principal est LGBT (.précision complémentaire) ; En gras, les personnages principaux.
    - précision complémentaire ; ceux-ci sont : lesbien, gay, bisexuel.le, transgenre, queer, intersexe…

  - S = un personnage secondaire est LGBT, (mentionné de façon explicitement sourcer - .précision complémentaire)
- (6) Source : cette case doit être complété pour justifier la mention de cette œuvre dans cette page.
  - fr.wp se référer à la page du film ;
  - dans le cas contraire lien externe vers des éléments de source.

## Liste
| Titre (1) | Support (2)                  | Autre(s) origine(s)                         | Année | réalisateur & commentaire (3)                                  | Catégorie-thème LGBT (4) | personnage(s) (5) | Source (6)                                 |
| --- | ---------------------------- | ------------------------------------------- | ----- | -------------------------------------------------------------- | --- | --- | ------------------------------------------ |
| Back Soon (Skrapp út) | film                         | Islande                                     | 2007  | Sólveig Anspach                                                | | | [réf. souhaitée]                           |
| Backstage | film                         |                                             | 2005  | Emmanuelle Bercot                                              | (France)[réf. souhaitée] | P.Lesbianisme.[réf. souhaitée] - avec Emmanuelle Seigner et Isild Le Besco | [réf. souhaitée]                           |
| Bámbola | film                         | Italie Espagne                              | 1996  | Bigas Luna                                                     | | P.g. - Flavio (gay) | [ 2 ]                                      |
| Belle Maman | film                         |                                             | 1999  | Gabriel Aghion                                                 | (France)[réf. souhaitée] | S.g. Lesbianisme[réf. souhaitée] - meilleur ami d'Antoine (gay)[réf. souhaitée] | (cf. fr.wp)[réf. souhaitée]                |
| Contracorriente | film                         | Pérou Colombie Allemagne                    | 2009  | Javier Fuentes-León                                            | H (Pérou) homosexualité dissimulée ; discrimination et préjugés liées aux cultures traditionnelle et religieuse ; LGBTI+ ayant une fin tragique                         | P.g.b. - Miguel (gay, mariage hétérosexuel) - Santiago (gay) | (cf. fr.wp)                                |
| Élève libre | film                         | Belgique                                    | 2008  | Joachim Lafosse                                                | adolescents ; pédérastie ; initiation à la sexualité ; viol ; chantage                                                                                                  | P.g.b-m. S.b-m. - Jonas (hétérosexuel, subis les pratiques sexuelles de Pierre et de Didier) - Pierre (gay, pédéraste) - Didier (couple hétérosexuel, fellation sur Jonas) | [ 3 ]                                      |
| Endgame (Cercle vicieux) | film                         |                                             | 2001  | Gary Wicks                                                     | | | [réf. souhaitée]                           |
| Frogz | film                         |                                             | 2001  | Guillaume Tunzini                                              | travestissement au service de l’intrigue ; mariage hétérosexuel imposé à une personne LGBTI+                                                                            | P.g.travestissement - Paul (gay) - Béatrice (homme travesti en femme pour l'intrigue, gay) | ,                                          |
| Froid comme l'été | téléfilm                     | France                                      | 2002  | Jacques Maillot                                                | (France) romance homosexuelle | P.b. S.l. - Rachel (bisexuelle) - Cécile (lesbienne) | (cf. fr.wp)                                |
| Good Morning England | film                         |                                             | 2009  | Richard Curtis                                                 | | P.l. - Félicity (lesbienne) | (cf. fr.wp)                                |
| Homo automobilis | film                         |                                             | 1994  | Vincent Mayrand                                                | | | [réf. souhaitée]                           |
| J'aimerais j'aimerais | moyen métrage                |                                             | 2007  | Jann Halexander                                                | H (France) homophobie ; homosexualité dissimulée ; LGBTI+ et autres minorités[réf. souhaitée]                                                                           | P.g.b-m.[réf. souhaitée] - Antoine Blanchard (gay)[réf. souhaitée] - Philistin de Valence (gay, vie maritale hétérosexuelle)[réf. souhaitée] | (cf. fr.wp)[réf. souhaitée]                |
| Leçons de ténèbres | moyen métrage                | Belgique                                    | 2000  | Vincent Dieutre                                                | VIH-SIDA ; LGBTI+ et les drogues | P.g. S.g. - Vincent Dieutre le narrateur (gay) - amant de Vincent Dieutre (gay) - Le Caravage et ses amants (relation gay) | [ 8 ]                                      |
| Legend | film                         | États-Unis Royaume-Uni                      | 2015  | Brian Helgeland                                                | | | [réf. souhaitée]                           |
| Le Héros de la famille | film                         | Italie                                      | 2006  | Thierry Klifa                                                  | | | [réf. souhaitée]                           |
| La Révolution du désir (ancien titre : Phare, fard, FHAR !) | film documentaire            |                                             | 2006  | Alessandro Avellis                                             | H documentaire droit LGBTI+ | | (cf. fr.wp)[réf. souhaitée]                |
| Les Anges exterminateurs | film                         |                                             | 2006  | Jean-Claude Brisseau                                           | H (France) relations multiples ; basé sur une histoire vrai | P.l.b-f. - Julie (relation lesbienne et bisexuelle) - Charlotte (relation lesbienne et bisexuelle) - Stéphanie (relation lesbienne et bisexuelle) | [ 11 ]                                     |
| Les Invasions barbares | film                         | Canada                                      | 2003  | Denys Arcand                                                   | | P.g. - Claude (gay)[réf. souhaitée] | (cf. fr.wp)                                |
| Les Lèvres gercées | court métrage d'animation    | France                                      | 2018  | Kelsi Phung et Fabien Corre                                    | Transidentité, enfance, communication intra-familiale | P.t. - l'enfant (fille transgenre) | (cf. fr.wp)                                |
| Le Traité du hasard | film                         |                                             | 1998  | Patrick Mimouni                                                | H (France) communauté LGBTI+ festive (VIH-SIDA) | P.g.q. - Patrick et Bruno (amant gay) - Lou (drag-queen, queer) - Daisy (gay) - habitués des lieux gay et amants (gay) - Julien (gay, séropositif) | (cf. fr.wp)                                |
| Ma saison super 8 | film                         |                                             | 2005  | Alessandro Avellis                                             | H (France) droit LGBTI+ | P.g. S.g. - Marc (gay) - autres militants (gay)[réf. souhaitée] | (cf. fr.wp)                                |
| Mortel désir | film documentaire            |                                             | 1992  | Mario Dufour                                                   | (VIH-SIDA) | | [réf. souhaitée]                           |
| Mulholland Drive | film                         | États-Unis                                  | 2001  | David Lynch                                                    | H (États-Unis) personnage LGBT+ criminel - personnage LGBT+ ayant une fin tragique - Amour LGBT+ impossible                                                             | P.l. - Betty et Rita (amantes lesbienne) - Diane Selwyn (amour lesbien non partagé) - Camilla et une autre femme (baiser lesbien) | (cf. fr.wp)                                |
| Quand je serai star de | film                         |                                             | 2005  | Patrick Mimouni                                                | VIH-SIDA | P.g. S.g. - Marc (gay) - collègue de Marc (gay) - homo au look extraverti (gay) | [ 13 ]                                     |
| Que faisaient les femmes pendant que l'homme marchait sur la Lune ? | film                         | Belgique France Canada Suisse               | 2001  | Chris Vander Stappen                                           | H (Belgique Canada France Suisse) coming out | P.l. S.l. - Sacha (lesbienne) - Odile (lesbienne) | (cf. fr.wp)                                |
| Recto/Verso | film                         |                                             | 1999  | Jean-Marc Longval                                              | usurpation d’orientation sexuelle | P.g. - Fred (hétérosexuel se faisant passer pour gay) - cousin de Fred (hétérosexuel se faisant passer pour gay) | ,.                                         |
| Sagan | film                         |                                             | 2008  | Diane Kurys                                                    | biographique | P.b-f. S.l. - Françoise Sagan (bisexuelle)[réf. souhaitée] Sylvie Testud - Paola Saint-Just (relation lesbienne)[réf. souhaitée] - Peggy Roche (relation)[réf. souhaitée] - Astrid (amie)[réf. souhaitée]                                                                     | [ 17 ]                                     |
| Sans nouvelles de Dieu (Sin noticias de Dios) | film                         | Espagne Italie Mexique                      | 2001  | Agustín Díaz Yanes                                             | | P.l. - Lola Nevado (attirance lesbienne) Victoria Abril - Carmen Ramos (attirance lesbienne, précédemment un homme) Penélope Cruz | [ 18 ]                                     |
| Sex et perestroïka (ru) | film                         |                                             | 1990  | Francis Leroi                                                  | | | [réf. souhaitée]                           |
| Talons aiguilles (Tacones lejanos) | film                         | Espagne                                     | 1991  | Pedro Almodóvar                                                | H T[réf. souhaitée] | P.travestissement. transidentité - Le juge Domínguez / Hugo / Letal (travesti de scène, travestissement de dissimulation) | (cf. fr.wp)[réf. souhaitée]                |
| Let My People Go! | film                         |                                             | 2011  | Mikael Buch                                                    | | P.g. S.g. - Ruben (gay) - Teemu (gay) - ami d'enfance de Teemu (gay) - Maître Goldberg (gay) | (cf. fr.wp)                                |
| The Pillow Book | film                         | Royaume-Uni Pays-Bas Luxembourg             | 1996  | Peter Greenaway                                                | | P.b-m. - père de Nagiko (doit répondre aux avances sexuelles de Yaji-san) - Yaji-san (gay[réf. souhaitée] - Jérôme (bisexuel) | (cf. fr.wp)                                |
| The Celluloid Closet (TQ : L'Œil ouvert) | film documentaire            | Royaume-Uni Allemagne États-Unis            | 1995  | Rob Epstein (*) Jeffrey Friedman (*)                           | H (États-Unis) documentaire (Teddy Award) | lesbien, gay | (cf. fr.wp)                                |
| Le Fil | film                         | Belgique Tunisie                            | 2009  | Mehdi Ben Attia                                                | H (France Tunisie) (censurée) | P.g. S.g.l.[réf. souhaitée] - Malik ; Bilal (gay) | (cf. fr.wp)                                |
| Le Cahier volé | film                         | Italie Suisse                               | 1993  | Christine Lipinska                                             | découverte de sa sexualité dont son homosexualité - discrimination envers des personnes LGBT - personnage LGBT ayant une fin tragique                                   | P.b-f. - Virginie (relation bisexuelle) - Anne (relation lesbienne) | (cf. fr.wp)                                |
| Les Blessures assassines | film                         |                                             | 2000  | Stéphane Giusti                                                | H (France) relation LGBT+ incestueuse - basé sur des faits réel - personnages LGBT+ criminels                                                                           | P.l. - Christine et sa sœur aînée Emilia Papin (relation lesbienne) | [ 23 ]                                     |
| Pourquoi pas moi ? | film                         | Espagne Suisse                              | 1999  | Stéphane Giusti                                                | H (France) coming-out | P.l.b-f.g. - Camille (lesbienne) - Ariane (lesbienne) - Nico (gay) - Eva (lesbienne) - Sara Manuel et Diane (relation lesbienne, bisexuelle) - Tina (lesbienne) - personnage de la discothèque (lesbiennes) - Manuel (baiser gay)                                             | (cf. fr.wp)                                |
| Les Nuits fauves | film                         | Italie Royaume-Uni                          | 1992  | Cyril Collard (*)                                              | H (France) VIH-SIDA SM[réf. souhaitée] - ménage à trois[réf. souhaitée]                                                                                                 | P.g.b-m. - Jean (bisexuel) (Cyril Collard) - Samy (relation gay) | (cf. fr.wp)                                |
| Ma vie en rose | film                         | Belgique Royaume-Uni                        | 1997  | Alain Berliner                                                 | T (Belgique) enfants | P.transidentité. (Ludovic) | (cf. fr.wp)                                |
| Embrassez qui vous voudrez | film                         | Royaume-Uni Italie                          | 2002  | Michel Blanc                                                   | | P.b-m.g. - Bertrand Lannier (bisexuel) (Jacques Dutronc) - Rena/Nanou (gay[réf. souhaitée], éphèbe androgyne, amant de Bertrand) | (cf. fr.wp)                                |
| Les Amours d'Astrée et de Céladon | film                         | Italie Espagne                              | 2007  | Éric Rohmer                                                    | H | P.travestissement.l.b-f. - Céladon (travestissement utilitaire) - Astrée (relation lesbienne avec la seconde fille du druide/Céladon) | (cf. fr.wp)                                |
| La Vie d'Adèle : Chapitres 1 et 2 | film                         | Belgique Espagne                            | 2013  | Abdellatif Kechiche                                            | H (France) adolescents découverte de sa propre sexualité[réf. souhaitée]                                                                                                | P.l.b-f. - Adèle (lesbienne, bisexuel) (Adèle Exarchopoulos) - Emma (lesbienne) (Léa Seydoux) | (cf. fr.wp)                                |
| Hors les murs | film                         | Belgique Canada                             | 2012  | David Lambert                                                  | H (France Belgique Canada) | P.g.b-m. - Paulo (gay, bisexuel) - Ilir (gay) | (cf. fr.wp)                                |
| Ludwig ou le Crépuscule des dieux (Ludwig) | film                         | Italie Allemagne de l'Ouest                 | 1972  | Luchino Visconti                                               | (Italie) biographie | P.g. S.g. - Louis II (gay) - palefrenier/chambellan (sous-jacent, gay) - pages et paysans (gay suggéré[réf. souhaitée]) | (cf. fr.wp)                                |
| F. est un salaud | film                         | Suisse                                      | 1998  | Marcel Gisler                                                  | H (Suisse France) prostitution homosexuel masculine ; LGBTI+ et relation de domination                                                                                  | P.g. S.g. - Beni (gay) - Fögi (gay) - un psychiatre (relation gay marchande)[réf. souhaitée] - client (relation gay marchande)[réf. souhaitée] | (cf. fr.wp)                                |
| Garçon stupide | film                         | Suisse                                      | 2004  | Lionel Baier (*)                                               | H (Suisse France) récit initiatique | P.g. S.g. - Loïc (gay) - hommes rencontré par Loïc (relation gay) | (cf. fr.wp)                                |
| Départ (Departure) | film                         | Royaume-Uni                                 | 2015  | Andrew Steggall                                                | H adolescent - découverte de son homosexualité par un personnage - récit initiatique                                                                                    | P.g. (Elliot) | (cf. fr.wp)                                |
| Love (et ses petits désastres) (Love and Other Disasters) | film                         | Royaume-Uni                                 | 2006  | Alek Keshishian                                                | (Royaume-Uni France) homosexuel dans le placard - VIH-SIDA | P.g. S.g.l.[réf. souhaitée] - Peter (gay) - David Williams (gay) | (cf. fr.wp)                                |
| Les Poupées russes | film                         | Royaume-Uni                                 | 2005  | Cédric Klapisch                                                | | | [réf. souhaitée]                           |
| Room to Rent |                              | Royaume-Uni                                 | 2000  |                                                                | | |                                            |
| Villa Mauresque | film                         | Portugal                                    | 1993  | Patrick Mimouni                                                | personnage LGBT ayant un destin tragique - LGBT et violance | P.b-m. S.g. - Vincent (bisexuel, relation gay)[réf. souhaitée](Pascal Greggory) - Tiago Sena (gay)[réf. souhaitée] - Enrique (amant de Tiago, gay) - personnages du bar homosexuel (gay)                                                                                      | (cf. fr.wp)                                |
| Les Biches | film                         | Italie                                      | 1968  | Claude Chabrol                                                 | (France Italie) | P.l.b-f. - Frédérique (lesbienne, relation bisexuelle) - Why (bisexuelle) | (cf. fr.wp)                                |
| Bilitis | film                         | Italie                                      | 1977  | David Hamilton                                                 | (France Italie) | P.l.b-f. - Bilitis (relation lesbienne) - Melissa (bisexuelle) | (cf. fr.wp)                                |
| La Cage aux folles | film                         | Italie                                      | 1978  | Édouard Molinaro                                               | H (France) homophobie et discrimination - homoparentalité | P.g.travestissement.b-m. S.travestissement. - Renato Baldi (gay, relation bisexuel) - Albin Mougeotte/Zazà Napoli (gay, travestissement) - M. Charrier (travestis de scène et d'expression) - autre performeur de La Cage aux folles (travestis de scène)                     | (cf. fr.wp)                                |
| La Cage aux folles 2 | film                         | Italie                                      | 1980  | Édouard Molinaro                                               | H (France) | P.g.travestissement. - Renato Baldi (gay) - Albin Mougeotte/Zazà Napoli (gay, travestissement de scène) | (cf. fr.wp)                                |
| Call Me by Your Name (TQ : Appelle-moi par ton nom) | film                         | Italie États-Unis Brésil                    | 2017  | Luca Guadagnino                                                | H (Italie France Brésil États-Unis) découverte et acceptation de son homosexualité ; adolescence ; homosexualité dissimulée ; récit initiatique ; premier amour estival | P. g.b-m. S.g. - Elio Perlman (gay, relation hétérosexuel) - Oliver (gay, mariage hétérosexuel) - père d'Elio (regret de n'avoir pu vivre une telle histoire) - Mounir et Isaac (couple gay)                                                                                  | (cf. fr.wp)                                |
| Ce monde interdit | film semi documentaire       | Italie                                      | 1963  | Fabrizio Gabella                                               | T[réf. souhaitée] | travestissement[réf. souhaitée] | [réf. souhaitée]                           |
| Don Juan 73 ou si Don Juan était une femme... | film                         | Italie                                      | 1973  | Roger Vadim                                                    | (France Italie) | P.l.b-f. S.b-f.l.[réf. souhaitée] - Jeanne (bisexuelle) - femme de Prevost (bisexuelle)[réf. souhaitée] - Clara (relation lesbienne)[réf. souhaitée] | (cf. fr.wp)[réf. souhaitée]                |
| L'Homme de sa vie | film                         | Italie                                      | 2006  | Zabou Breitman                                                 | H (France) découverte de son homosexualité | P.b-m. S.g. - Frédéric (hétérosexuel, bisexuel)[réf. souhaitée] - Hugo (gay) - partenaire d'Hugo[réf. souhaitée] | (cf. fr.wp)                                |
| J'embrasse pas | film                         | Italie                                      | 1991  | André Téchiné                                                  | H (France) prostitution masculine gay | P.b-m. S.g. - Pierre Lacaze (hétérosexuel, prostitution gay) - Saïd (gay, prostitution gay[réf. souhaitée]) - Romain Dumas (gay) (Philippe Noiret) - Dimitri (gay) - proxénète d'Ingrid (viol gay sur Pierre) - autres personnages, clients, prostitués (gay)[réf. souhaitée] | (cf. fr.wp)                                |
| Le Secret du chevalier d'Éon | film                         | Italie                                      | 1960  | Jacqueline Audry                                               | H T[réf. souhaitée] | P.travestissement. - Geneviève d'Éon / Charles, chevalier d'Éon (travestissement d'émancipation et de subterfuge) | (cf. fr.wp)                                |
| Merci Docteur Rey | film                         | États-Unis                                  | 2002  | Andrew Litvack                                                 | | P.g. - Thomas (aventures gay) | [ 36 ]                                     |
| Les Adieux à la reine (film) | film                         | Espagne                                     | 2012  | Benoît Jacquot                                                 | | P.b-f. - Marie-Antoinette (bisexuelle soupçonnée)[réf. souhaitée] - Gabrielle de Polignac[réf. souhaitée] - Honorine (sa maîtresse se pend)Interprétation abusive ? | (cf. fr.wp)                                |
| L'Auberge espagnole | film                         | Espagne                                     | 2002  | Cédric Klapisch                                                | (Espagne France) usurpation d'orientation sexuelle | P.l. S.g. - Isabelle (lesbienne) (Cécile de France) - William et Bruce (se font passer pour gay) | (cf. fr.wp)                                |
| Chacun sa nuit | film                         | Danemark                                    | 2006  | Jean-Marc Barr Pascal Arnold                                   | (Prostitution) presonnage LGBT ayant une fin tragique | P.g.b-m. - Pierre (bisexuel) (Arthur Dupont) - Nicolas (relation gay) | (cf. fr.wp)                                |
| Woubi Chéri | film documentaire            | Côte d'Ivoire                               | 1998  | Laurent Bocahut Philip Brooks                                  | H (Côte d'Ivoire) documentaire | - Vincent - Barbara (présidente de l’association des travestis) | (cf. fr.wp)                                |
| Les Filles du botaniste (植物园; The Chinese Botanist's Daughters) | film                         | Canada                                      | 2006  | Dai Sijie                                                      | H (Canada France) amour homosexuel impossible - discrimination et répression de l'homosexualité dans des pays communiste - personnage LGBT+ ayant une fin tragique      | P.l. - An (relation lesbienne) - Min (relation lesbienne, mariage hétérosexuel par pression social) | (cf. fr.wp)                                |
| Martyrs | film                         | Canada                                      | 2008  | Pascal Laugier                                                 | (Canada)[réf. souhaitée] | |                                            |
| La Garçonne | film                         | Belgique                                    | 1923  | Armand Du Plessy                                               | | P.l.b. | (cf. fr.wp)[réf. souhaitée]                |
| Je, tu, il, elle | film                         | Belgique                                    | 1974  | Chantal Akerman                                                | (Belgique France) | P.b-f.l. S.l. - une jeune femme (bisexuelle) - sa partenaire (relation lesbienne) | (cf. fr.wp)[réf. souhaitée]                |
| Juste une question d’amour | téléfilm                     | Belgique                                    | 2000  | Christian Faure                                                | H (France Belgique) coming-out - acceptation de son homosexualité[réf. souhaitée] - discrimination envers les LGBT                                                      | P.g. - Laurent (gay) - Cédric (gay) - cousin de Laurent (gay ; mort d'une hépatite ; évoqué) | (cf. fr.wp)                                |
| Mauvais Genres | film                         | Belgique                                    | 2001  | Francis Girod                                                  | H T | P.transidentité.travestissement.g. S.t.g. - Bo Ancelin (travesti trans) - Johnny (gay)[réf. souhaitée] - Baudoin (gay)[réf. souhaitée] - victime du tueur (travesti) - Maeva (travesti) - Prizuski et le réceptionniste de l’hôtel (gay)                                      | (cf. fr.wp),                               |
| Presque rien | film                         | Belgique                                    | 2000  | Sébastien Lifshitz                                             | H (France Belgique) adolescents - découverte et acceptation de sonhomosexualité - récit initiatique                                                                     | P.g. - Mathieu (gay) - Cédric (gay) - ancien amant de Cédric (gay) | (cf.de.wp)                                 |
| La Confusion des sentiments | téléfilm                     | Allemagne de l'Ouest                        | 1981  | Étienne Périer                                                 | H (TV France) | P.g.[réf. souhaitée] - le professeur (gay[réf. souhaitée]) - Roland (gay[réf. souhaitée]) | (cf. fr.wp)[réf. souhaitée]                |
| Huit femmes | film                         | Italie                                      | 2002  | François Ozon (*)                                              | (France) | P.l.b-f. - Madame Chanel (lesbienne) - Pierrette (relation lesbienne, bisexuelle) - Gaby (flirt lesbien) | (cf. fr.wp)                                |
| 120 battements par minute | film                         |                                             | 2017  | Robin Campillo                                                 | H (France) (VIH-SIDA) (Queer Palm) | P.g.l. S.g.l. - la majorité des personnages principaux et secondaires (gay, lesbien) | (cf. fr.wp)                                |
| À cause d'un garçon | téléfilm                     |                                             | 2002  | Fabrice Cazeneuve                                              | H (France (TV)) coming-out ; outing ; adolescence ; homophobie ; homosexualité discimulée                                                                               | P.g. S.g. - Vincent (gay, relation hétérosexuel social) - ex petit ami de Vincent (gay)[réf. souhaitée] - Benjamin (gay) | (cf. fr.wp)[réf. souhaitée]                |
| À corps ouvert | documentaire[réf. souhaitée] |                                             | 2014  | Stéphane Galas                                                 | pornographie homosexuel masculine | P.g. - Jordan Fox (acteur porno gay) | [réf. souhaitée]                           |
| À toute vitesse | film                         |                                             | 1996  | Gaël Morel (*)                                                 | (France) amour impossible | S.g. (Samir) | (cf. fr.wp)                                |
| Les Amants criminels | film                         |                                             | 1999  | François Ozon (*)                                              | H (France)[réf. souhaitée] | gay[réf. souhaitée] |                                            |
| Les Amis | film                         |                                             | 1971  | Gérard Blain                                                   | H (France) pédérastie (sexualité des mineurs) | P.g.b-m. - Philippe (relation gay ; bisexuel[réf. souhaitée], marié) - Paul (relation gay, bisexuel[réf. souhaitée]) | (cf. fr.wp)                                |
| Les Amitiés particulières | film                         |                                             | 1964  | Jean Delannoy                                                  | H (France) enfants et adolescents religion | P.g. - Georges et Alexandre (sous-jacent, gay) | (cf. fr.wp)                                |
| Un amour à taire | téléfilm                     |                                             | 2005  | Christian Faure                                                | H (TV France) persécution sous le IIIe Reich - personnage LGBT à l'issue tragique - basée sur une histoire réel                                                         | P.g. S.g. - Jean Lavandier et Philippe (gay, couple) - personnages fréquentant des milieux gays[réf. souhaitée] | (cf. fr.wp)                                |
| L'amour est à réinventer « Et alors » (L'@mour est à réinventer) | courts métrages              |                                             | 1997  | François Dupeyron                                              | H (France) VIH-SIDA | P.l. - Lisa et Marie (lesbienne) | (cf. fr.wp)[réf. souhaitée]                |
| L'amour est à réinventer « Un moment. » (L'@mour est à réinventer) | courts métrages              |                                             | 1997  | Pierre Salvadori                                               | H (France) VIH-SIDA | P.g. - deux hommes font l'amour. (gay) | (cf. fr.wp)[réf. souhaitée]                |
| L'amour est à réinventer « Tout n'est pas en noir » (L'@mour est à réinventer) | courts métrages              |                                             | 1997  | Philippe Faucon                                                | H (France) VIH-SIDA homoparentalité | P.g. - Un couple (gay) | (cf. fr.wp)[réf. souhaitée]                |
| L'amour est à réinventer « Tapin du soir » (L'@mour est à réinventer) | courts métrages              |                                             | 1997  | Anne Fontaine                                                  | H (France) VIH-SIDA | P.g. - deux jeune homme (gay) | (cf. fr.wp)[réf. souhaitée]                |
| L'amour est à réinventer « Enceinte ou lesbienne » (L'@mour est à réinventer) | courts métrages              |                                             | 1997  | Françoise Decaux-Thomelet                                      | H (France) VIH-SIDA coming-out | P.l. - Une fille (lesbienne) | (cf. fr.wp)[réf. souhaitée]                |
| L'amour est à réinventer « Dedans » (L'@mour est à réinventer) | courts métrages              |                                             | 1997  | Marion Vernoux                                                 | H (France) VIH-SIDA | P.g.[réf. souhaitée] - Un jeune homme (gay[réf. souhaitée]) | (cf. fr.wp)[réf. souhaitée]                |
| L'amour est à réinventer « Les larmes du sida » (L'@mour est à réinventer) | courts métrages              |                                             | 1997  | Paul Vecchiali                                                 | H (France) VIH-SIDA | P.g.b-m.[réf. souhaitée] - Un homme marié est séduit par un homme malade du sida. (bisexualité[réf. souhaitée], gay) (VIH-SIDA) | (cf. fr.wp)[réf. souhaitée]                |
| L'amour est à réinventer « Dans la décapotable » (L'@mour est à réinventer) | courts métrages              |                                             | 1997  | Merzak Allouache                                               | H (France) VIH-SIDA | P.g. - Deux garçons (gay) | (cf. fr.wp)[réf. souhaitée]                |
| L'amour est à réinventer « La Mouette » (L'@mour est à réinventer) | courts métrages              |                                             | 1997  | Nils Tavernier                                                 | H (France) VIH-SIDA | P.l. - Valeria et Laurence (lesbienne) | (cf. fr.wp)[réf. souhaitée]                |
| L'amour est à réinventer « Une nuit ordinaire » (L'@mour est à réinventer) | courts métrages              |                                             | 1997  | Jean-Claude Guiguet                                            | H (France) VIH-SIDA | P.g. - Deux jeune homme (gay) | [ 43 ]                                     |
| Les Amoureux | film                         |                                             | 1994  | Catherine Corsini                                              | H (France) découverte de son homosexualité | P.g. - Marc (gay) | (cf. fr.wp)                                |
| Un amour de femme | téléfilm                     |                                             | 2001  | Sylvie Verheyde                                                | H (France TV) découverte de son homosexualité | P.l.b-f. - Jeanne (bisexuel[réf. souhaitée], relation lesbienne) | (cf. fr.wp)                                |
| Un ange au paradis | film                         |                                             | 1973  | Jean-Pierre Blanc                                              | (Prostitution) | P.b-m.travestissement.[réf. souhaitée] - Mouton (bisexuel)[réf. souhaitée] - Marie-Ange (travesti)[réf. souhaitée] | (cf. fr.wp)                                |
| Apnée | film                         |                                             | 2016  | Jean-Christophe Meurisse                                       | (Ménage à trois) | P.b-m. - Céline, Thomas et Maxence (trio) - autres personnages[réf. souhaitée] | (cf. fr.wp)                                |
| L'Arbre et la Forêt | film                         |                                             | 2010  | Olivier Ducastel Jacques Martineau                             | H (France) persécution sous le IIIe Reich - coming-out | P.g. (Frédérick) | (cf. fr.wp)                                |
| Arès | film                         |                                             | 2016  | Jean-Patrick Benes                                             | H[réf. souhaitée] | Travestissement[réf. souhaitée] | [réf. souhaitée]                           |
| À trois on y va | film                         |                                             | 2015  | Jérôme Bonnell                                                 | (France) Ménage à trois au cinéma | P.l.b-f. - Charlotte (bisexuelle) - Mélodie (bisexuelle) | (cf. fr.wp)                                |
| Au-delà de la haine | film documentaire            |                                             | 2005  | Olivier Meyrou (*)                                             | H (France) crime de haine homophobe - documentaire (Teddy Award) | P.g. - feu François Chenu (gay) | (cf. fr.wp)                                |
| Avant que j'oublie | film                         |                                             | 2007  | Jacques Nolot (*)                                              | VIH-SIDA ; prostitution masculine | P.g.travesti. S.g. - Pierre (gay, travesti) - Toutoune (gay) - Marc (gigolo gay) - Paul (gigolo gay) | [ 46 ]                                     |
| Back Room | court métrage                |                                             | 2000  | Guillem Morales                                                | | | [réf. souhaitée]                           |
| Bambi | court métrage documentaire   |                                             | 2014  | Sébastien Lifshitz                                             | T documentaire sur la transidentité - biographie (Teddy Award[réf. souhaitée])                                                                                          | P.transidentité. - Bambi (une des premières transgenres française) | (cf. fr.wp)                                |
| Beau Travail | film                         |                                             | 1999  | Claire Denis                                                   | LGBT et l’armée | P.g. - Sentain (attirance gay refoulée) | (cf. fr.wp)                                |
| La Belle Saison | film                         |                                             | 2015  | Catherine Corsini                                              | H (France) homosexualité dissimulée - acceptation de son homosexualité - psychiatrisation de l'homosexualité - discrimination - inspiré de fait réel                    | P.l.b-f.g. - Delphine (lesbienne) - Carole (bisexuel) - première compagne de Delphine (bisexuel) - homosexuel libérér d'un asile psychiatrique (gay) - dernière compagne de Carole (lesbienne)                                                                                | (cf. fr.wp)                                |
| Béru et ces dames | film                         |                                             | 1968  | Guy Lefranc                                                    | H[réf. souhaitée] | travestissement[réf. souhaitée] | [réf. souhaitée]                           |
| Bonsoir | film                         |                                             | 1994  | Jean-Pierre Mocky                                              | (France) | S.l. (Caroline Winberg) | (cf. fr.wp)                                |
| Les Brésiliennes du bois de Boulogne | film                         |                                             | 1984  | Robert Thomas                                                  | T prostitution transsexuelle | P.transidentité.travestissement. S.travesti - Antonio/Antonia (femme trans) - José (travestissement de scène) - Sophia (travesti) | (cf. fr.wp)                                |
| La Cage aux folles 3 | film                         |                                             | 1985  | Georges Lautner                                                | H (France) | P.g.travestissement. - Renato Baldi (gay) - Albin Mougeotte/Zazà Napoli (gay, travestissement de scène) | (cf. fr.wp)                                |
| Un camion en réparation | court métrage                |                                             | 2004  | Arnaud Simon                                                   | (France) | P.g. - Eugène (gay) - Pierre (gay) | (cf. fr.wp)                                |
| Carnet rose d'un homosexuel | film                         |                                             | 1977  | Job Blough Anthony Smalto[réf. souhaitée]                      | | | [réf. souhaitée]                           |
| C'est pas parce qu'on a rien à dire qu'il faut fermer sa gueule | film                         |                                             | 1974  | Jacques Besnard                                                | | S.g. - CRS dans les toilettes (gay) | (cf. fr.wp)                                |
| Un chant d'amour | court métrage                |                                             | 1950  | Jean Genet                                                     | H (France) (censuré jusqu’en 1975) | P.g. - tous les personnages (gay) | (cf. fr.wp)                                |
| La Chatte à deux têtes | film                         |                                             | 2002  | Jacques Nolot (*)                                              | trio | P.g.b-m. - l'homme de cinquante ans et le projectionniste (relation gay, bisexuelle) - client du cinéma (gay) - travestis | ,                                          |
| Les Cercles du vicieux | film                         |                                             | 2016  | Philippe Vallois                                               | | S.g. (Le vieil homme) | (cf. fr.wp)[réf. souhaitée]                |
| Ceux qui m'aiment prendront le train | film                         |                                             | 1998  | Patrice Chéreau                                                | T (France) | P.Transidentité. - Frédéric / Viviane (femme trans en transition) (Vincent Perez) | (cf. fr.wp)                                |
| Chacun cherche son chat | film                         |                                             | 1996  | Cédric Klapisch                                                | | S.g. - Michel (gay) | [ 51 ]                                     |
| Les Chansons d'amour | film                         |                                             | 2007  | Christophe Honoré                                              | (France) trio amoureux | P.g.b-f-m.[réf. souhaitée] - Ismaël Bénoliel (trio, gay[réf. souhaitée]) (Louis Garrel) - Julie Pommeraye (trio) (Ludivine Sagnier) - Alice (trio) (Clotilde Hesme) - Erwann (gay) (Grégoire Leprince-Ringuet)                                                                | (cf. fr.wp)                                |
| Charlotte for ever | film                         |                                             | 1986  | Serge Gainsbourg                                               | | S.g. - Léon et son ex-jeune amant (gay) | [ 52 ]                                     |
| Cherchez la femme | film                         |                                             | 2017  | Sou Abadi                                                      | | P.travestissement.l. - Armand/Schéhérazade (travestissement utilitaire) - Leila (soupçonnée de lesbianisme par son frère Mahmoud)[réf. souhaitée] | (cf. fr.wp)                                |
| Chouchou | film                         |                                             | 2002  | Merzak Allouache                                               | T acceptation et discrimination envers les personnes LGBT - mariage | P.transidentité.travestissement. S.travesti. - Choukri dit Chouchou (travestissement trans) (Gad Elmaleh) - Vanessa (travesti de scène) - performeur du cabaret (travesti de scène)                                                                                           | (cf. fr.wp),                               |
| Le Ciel de Paris | film                         |                                             | 1992  | Michel Béna                                                    | H (France) trio - amour impossible | P.g. - Marc (gay) | (cf. fr.wp)                                |
| Le Ciel en bataille | moyen métrage documentaire   |                                             | 2010  | Rachid B. Florent Mangeot                                      | H ( France) documentaire religion-islam - autobiographie | P.g. - Rachid B. (gay) | (cf. fr.wp)                                |
| Le Ciel sur la tête | téléfilm                     |                                             | 2006  | Régis Musset                                                   | H (TV France) coming-out - préjugé et discrimination envers les LGBT | P.g. S.g. - Jérémy (gay) - Marc (gay) - collègue de travail (gay)[réf. souhaitée] | (cf. fr.wp)                                |
| Le Cinquième Élément | film                         |                                             | 1997  | Luc Besson                                                     | | S.g.q. - Ruby Rhod (queer, gay) - célébrité du Fhlaston Paradise qui lance des balles à Korben Dallas (gay, queer)[réf. souhaitée] | (cf. fr.wp)                                |
| Le Clan | film                         |                                             | 2004  | Gaël Morel (*)                                                 | (France) traite de la découverte de son homosexualité | P.g. - Olivier et Hicham (gay) - groupe de Marc (scène de masturbation collective) | (cf. fr.wp)                                |
| Claudine à l’école | film                         |                                             | 1937  | Serge de Poligny                                               | | lesbien[réf. nécessaire] | (cf. fr.wp)[réf. nécessaire]               |
| Comme les autres | film                         |                                             | 2008  | Vincent Garenq                                                 | H (France) homoparentalité (GPA) | P.g.b-m. - docteur Emmanuel (gay, relation hétérosexuel, bisexuel[réf. souhaitée]) Lambert Wilson - Philippe (gay) Pascal Elbé | (cf. fr.wp)                                |
| Comme un frère (Like a Brother) | moyen métrage                |                                             | 2005  | Bernard Alapetite Cyril Legann                                 | | P.g. S.g. |                                            |
| La Confusion des genres | film                         |                                             | 2000  | Ilan Duran Cohen                                               | H (France) homoparentalité | P.b-m. S.g. - Alain (bisexuel) (Pascal Greggory) - Christophe (gay) Cyrille Thouvenin | (cf. fr.wp)                                |
| Contes immoraux (Immoral Tales) | film érotique                |                                             | 1974  | Walerian Borowczyk                                             | (France) | P.l.travestissement.[réf. souhaitée] - dans Erzsebet Bathory : capitaine, amant de son page (qui est une femme, travestissement)) | (cf. fr.wp)[réf. souhaitée]                |
| Coup de foudre (Entre Nous) | film                         |                                             | 1983  | Diane Kurys                                                    | film inspiré de faits réel - Film traitant de l’acceptation et de la découverte de son homosexualité                                                                    | P.l. (Léna et Madeleine) | (cf. fr.wp)                                |
| Un couteau dans le cœur | film                         |                                             | 2018  | Yann Gonzales                                                  | H (France) (pornographie) | P.l. S.g. - Anne Parèze et Loïs (lesbienne) - scènes pornographique (gay)[réf. souhaitée] | (cf. fr.wp)                                |
| Le Crime d'amour | film                         |                                             | 1982  | Guy Gilles                                                     | | P.g.[réf. souhaitée] - Michel Naulet (séduit par la beauté de Jean Doit)[réf. souhaitée] | (cf. fr.wp)[réf. souhaitée]                |
| Crustacés et Coquillages | film                         |                                             | 2005  | Jacques Martineau Olivier Ducastel avec Valeria Bruni Tedeschi | H (France) | P.g.b-m.[réf. souhaitée] S.g. - Marc (le mari, bisexuel[réf. souhaitée]) (Gilbert Melki) - Charly (hétérosexuel, sa mère le croyant gay) - Martin (gay) (Édouard Collin) - Didier (gay, ancien amant de Marc) (Jean-Marc Barr) - Sylvain (gay, le copain de Martin à la fin)  | (cf. fr.wp)                                |
| Défense d'aimer | film                         |                                             | 2002  | [ 63 ]                                                         | | | [réf. souhaitée]                           |
| De la cage aux roseaux | film documentaire            |                                             | 2010  | Alessandro Avellis Alain Brassart                              | H T LGBTI | | [ 64 ]                                     |
| Le Derrière | film                         |                                             | 1999  | Valérie Lemercier                                              | H (France) | P.travestissement.g. dissimulation de son identité - Frédérique (travestissement utilitaire, pris pour gay) (Valérie Lemercier : - Pierre Arroux (gay) Claude Rich - Francis (gay) Dieudonné                                                                                  | (cf. fr.wp)                                |
| Des parents pas comme les autres (ru) |                              |                                             | 2001  | Laurence Katrian                                               | | | [réf. souhaitée]                           |
| Deux heures moins le quart avant Jésus-Christ | film                         |                                             | 1982  | Jean Yanne                                                     | | P.g. S.g. - César et ses gardes[réf. souhaitée] - clients de la boîte de nuit (gay) | (cf. fr.wp)                                |
| Deux lions au soleil | film                         |                                             | 1980  | Claude Faraldo                                                 | H (France) prostitution masculine - personnage LGBT criminel et ayant un destin tragique                                                                                | P.b-m.[réf. souhaitée] (Paul et René) | (cf. en.wp)                                |
| Dobermann | film                         |                                             | 1997  | Jan Kounen                                                     | | S.q.travesti. - Olivier Brachet « Sonia » (Drag queen, travesti) - Lefèvre / Emmanuelle (Drag queen)[réf. souhaitée] - personnes de la boite de nuit (travesti) | (cf. fr.wp)                                |
| Donne-moi la main | film                         |                                             | 2008  | Pascal-Alex Vincent                                            | adolescence ; découverte de son homosexualité ; récit initiatique | P.g.b-m. - Quentin (relation bisexuelle, gay) - jeune saisonnier (relation gay) - "client" de la gare (relation gay) | [ 69 ]                                     |
| Do Not Disturb | film                         |                                             | 2012  | Yvan Attal                                                     | | P.g.b-m. - Jeff (projet de relation gay) - Ben (projet de relation gay, marié à une femme) | (cf. fr.wp)                                |
| Douches froides | film                         |                                             | 2005  | Antony Cordier                                                 | (Ménage à trois) adolecence | P.b-m. - Mickaël (trio bisexuel) - Clément (trio bisexuel) | (cf. fr.wp)                                |
| Drôle de Félix | film                         |                                             | 2000  | Olivier Ducastel Jacques Martineau                             | H (France) VIH-SIDA (Teddy Award) | P.g. S.g. - Félix (en couple gay) - Daniel (en couple gay) - Jules et un autre garçon de la boite gay (relation gay) - cheminot (relation gay) | (cf. fr.wp)                                |
| L'Éclipse du soleil en pleine lune | film                         |                                             | 1907  | Georges Méliès                                                 | | | [réf. souhaitée]                           |
| Éducation anglaise | film                         |                                             | 1983  | Jean-Claude Roy                                                | H (France) Personnage LGBT criminel - adolescent - découverte de l’homosexualité                                                                                        | P.travestissement.l. S.l. - Sylvie (relation lesbienne) - Georges/Georgina (travestissement de dissimulation, personnage criminel) - Claire (relation lesbienne) - pensionnaires (relation lesbienne)                                                                         | (cf. fr.wp)                                |
| Elle boit pas, elle fume pas, elle drague pas, mais... elle cause ! | film                         |                                             | 1970  | Michel Audiard                                                 | | P.travestissement. - Phalempin (travesti de scène) (Sim) | (cf. fr.wp)                                |
| Elle ou lui (film, 1999) (ou Sexy Dancing) | film                         |                                             | 1999  | Benjamin Beaulieu (dir.)                                       | | | (cf. en.wp)[réf. souhaitée]                |
| Embrasse-moi ! | film                         |                                             | 2017  | Océane-Rose-Marie Cyprien Vial                                 | (France) | P.l. - Océanerosemarie (lesbienne) - Cécile (lesbienne) | (cf. fr.wp)                                |
| Encore (once more) | film                         |                                             | 1988  | Paul Vecchiali                                                 | H (France) VIH-SIDA - découverte de son homosexualité | P.b-m.g. S.g. - Louis (mariage hétéro, gay, relation bisexuel) - Yvan (relation gay platonique)[réf. souhaitée] - Frantz (gay) - Marcel (gay) - Michel (gay) | (cf. fr.wp)                                |
| Éros thérapie | film                         |                                             | 2004  | Danièle Dubroux                                                | France) | S.l.b-f. - femme d'Adam (en ménage avec une autre femme ; bisexuelle) | (cf. fr.wp)                                |
| La Femme fardée | film                         |                                             | 1990  | José Pinheiro                                                  | | S.g. - Charley (gay) | [ 77 ]                                     |
| La Fête des pères | film                         |                                             | 1990  | Joy Fleury                                                     | H homoparentalité (GPA) | P.g. - Thomas et Stéphane (gay, en couple, trio reproductif) | (cf. fr.wp)                                |
| Fiesta | film                         |                                             | 1995  | Pierre Boutron                                                 | LGBTI+ et l'armée | P.g. S.g. - Colonel Masagual (gay) (Jean-Louis Trintignant) - Casado (gay) (Marc Lavoine) | (cf. fr.wp)                                |
| La Fille aux yeux d'or | film                         |                                             | 1961  | Jean-Gabriel Albicocco                                         | H (France) (ménage à trois) | P.l.b-f.[réf. souhaitée] - Eléonore San-Real (lesbienne, bisexuelle)[réf. souhaitée] - la fille (lesbienne, bisexuelle)[réf. souhaitée] | (cf. fr.wp)                                |
| La Fille de d'Artagnan | film                         |                                             | 1994  | Bertrand Tavernier                                             | | travestissement[réf. souhaitée] | [réf. souhaitée]                           |
| Les filles ne savent pas nager (Girls Can't Swim) | film                         |                                             | 2000  | Anne-Sophie Birot                                              | H (France)[réf. souhaitée] | lesbien[réf. souhaitée] |                                            |
| Un fils | moyen métrage                |                                             | 2003  | Amal Bedjaoui                                                  | H (France) prostitution masculine - LGBT ayant une fin tragique | P.g.b-m.travestissement. S.g. - Selim (gay, bisexuel) - clients (gay) | (cf. fr.wp)                                |
| Folle d'elle | film                         |                                             | 1998  | Jérôme Cornuau                                                 | H (France) usurpation d'identité - mariage | P.g. S.g. - Marc (hétéro se faisant passer pour gay) (Jean-Marc Barr) - Victor et Alex (couple gay) | (cf. fr.wp)                                |
| Funny Boy | film                         |                                             | 1987  | Christian Le Hémonet                                           | | P.travestissement.g. S.g. - Micky (gay, travesti) - Norman (gay) | (cf. fr.wp)                                |
| La Garçonne | film                         |                                             | 1936  | Jean de Limur                                                  | H (France) | P.l. S.l. - Monique et sa maîtresse Niquette (relation lesbienne)[réf. souhaitée] - La chanteuse (séduction lesbien)[réf. souhaitée] (Édith Piaf) | (cf. fr.wp)                                |
| Gazon maudit | film                         |                                             | 1995  | Josiane Balasko avec Alain Chabat                              | H (France) (Catégorie:Ménage à trois au cinéma) homoparentalité | P.l.b-f. S.l. - Loli (bisexuel) (Victoria Abril) - Marie-Jo (lesbienne ; couche avec Laurent pour avoir un enfant) (Josiane Balasko) - Dany et Solange (lesbienne)[réf. souhaitée]                                                                                            | (cf. fr.wp)                                |
| Gigola | film                         |                                             | 2011  | Laure Charpentier                                              | H (France) prostitution homosexuelle féminine - homoparentalité | P.l.travestissement. S.l. - George/Gigola (lesbienne, travestissement utilitaire et d'expression) - Sybil (lesbienne) - Odette, autres clientes (relation lesbienne) - Alice (baiser lesbien)                                                                                 | (cf. fr.wp)                                |
| Gouttes d'eau sur pierres brûlantes | film                         |                                             | 2000  | François Ozon (*) avec Ludivine Sagnier                        | H (France) (Teddy Award) | P.g.b-m.transidentité. - Léopold (bisexuel) Bernard Giraudeau - Franz (bisexuel) Malik Zidi - Véra (transsexuelle) Anna Thomson | (cf. fr.wp)                                |
| Le Grand Restaurant | divertissement télévisuel    |                                             | 2009  | Pierre Palmade                                                 | | P.g. - propriétaire (gay) Pierre Palmade[réf. souhaitée] | (cf. fr.wp)[réf. souhaitée]                |
| Grande École | film                         |                                             | 2004  | Robert Salis                                                   | H (France) trio amoureux - Film traitant de l’acceptation et de la découverte de son homosexualité                                                                      | P.b-m.g. - Paul (bisexuel, gay) - Mécir (gay) | (cf. fr.wp)                                |
| Haltéroflic (Rainbow Serpent) | film                         |                                             | 1983  | Philippe Vallois                                               | (anthropophagie) | | [réf. souhaitée]                           |
| Homme au bain | film                         |                                             | 2010  | Christophe Honoré                                              | H (France) (Protitution masculine)[réf. souhaitée] | P.g. S.g. - Omar ; Emmanuel (gay) - l'essentiel des personnages (gay) | (cf. fr.wp)                                |
| L’Homme blessé | film                         |                                             | 1983  | Patrice Chéreau                                                | H (France) Prostitution masculine - acceptation et découverte de son homosexualité et de la sexualité - film initiatique                                                | P.g.b-m. - Henri (gay) - Jean (bisexuel) - Bosmans (attirance gay[réf. souhaitée]) - habitué de la gare et toilette public (gay) | (cf. fr.wp)                                |
| L'homme est une femme comme les autres | film                         |                                             | 1998  | Jean-Jacques Zilbermann                                        | (France) discrimination envers les LGBT lié à la religion | P.g.b-m. S.g. - Simon Eskanazy (gay, mariage hétérosexuel, bisexuel[réf. souhaitée]) - frère de Rosalie (gay)[réf. souhaitée] | (cf. fr.wp)                                |
| L'Homme que j'aime | téléfilm                     |                                             | 1997  | Stéphane Giusti                                                | H (France) acceptation et découverte de son homosexualité (VIH-SIDA) | P.g.b-m. - Lucas (bisexuel) - Martin (gay) | (cf. fr.wp)                                |
| Un homme rentre chez lui (en) (En mand kommer hjem) (A Man Comes Home) | film                         |                                             | 2007  | Thomas Vinterberg                                              | H | lesbien |                                            |
| Un homme, un vrai | film                         |                                             | 2003  | Arnaud et Jean-Marie Larrieu                                   | | P.l.b-f. - Marilyne (relation lesbienne, relation hétérosexuelle, bisexuelle) - Dolores (relation lesbienne) | [ 88 ]                                     |
| Hommes entre eux | film                         |                                             | 1976  | Norbert Terry                                                  | H Film pornographique (premier film X homosexuel français) viol gay | P.g.travestis. (l’ensemble des personnages) | (cf. fr.wp)                                |
| Il était une fois un homosexuel (A Gay Swede in Paris) | film                         |                                             | 1979  | Norbert Terry                                                  | pornographique | | (cf. en.wp)[réf. souhaitée]                |
| L'Inconnu du lac | film                         |                                             | 2013  | Alain Guiraudie                                                | H (France) (Queer Palm) personnage LGBT criminel - personnage LGBT ayant un destin tragique                                                                             | P.g. S.g. - Franck (gay) (Pierre Deladonchamps) - Michel (gay) (Christophe Paou) - les baigneurs masculins, en majorité naturistes et homosexuels | (cf. fr.wp)                                |
| In Extremis (To the Extreme) | film                         |                                             | 2000  | Étienne Faure                                                  | | | [réf. souhaitée]                           |
| Les Invisibles | film                         |                                             | 2012  | Sébastien Lifshitz                                             | H (France) Film documentaire sur les LGBT - droit LGBT - outing - homophobie - acceptation de son homosexualité                                                         | P.l.g. - Yann et Pierre, Bernard et Jacques, Pierrot, Thérèse, Christian, Catherine et Elisabeth, Monique, Jacques | (cf. fr.wp)                                |
| Ixe, | moyen métrage                |                                             | 1980  | Lionel Soukaz                                                  | | | [réf. souhaitée]                           |
| J'ai rêvé sous l'eau | film                         |                                             | 2008  | Hormoz                                                         | prostitution masculine | P.g.[réf. souhaitée] - Antonin (relation gay)[réf. souhaitée] |                                            |
| Jeanne et le Garçon formidable | film                         |                                             | 1998  | Olivier Ducastel et Jacques Martineau                          | VIH-SIDA | S.g. - copain militant à Act Up (gay) | (cf. fr.wp)                                |
| Je suis à vous tout de suite | film                         |                                             | 2015  | Baya Kasmi                                                     | T[réf. souhaitée] | travestissement[réf. souhaitée] | [réf. souhaitée]                           |
| Je t'aime moi non plus | film                         |                                             | 1976  | Serge Gainsbourg                                               | (France) | P.b-m.g. S.g. - Krassky (gay, bisexuel) (Joe Dallesandro)) - Padovan (gay) - le paysan (gay) (Gérard Depardieu) | (cf. fr.wp)                                |
| Je te mangerais | film                         |                                             | 2009  | Sophie Laloy                                                   | (France) | P.l.b-f. - Marie (relation lesbienne, relation hétérosexuelle, bisexuelle) - Emma (relation lesbienne) | (cf. fr.wp)                                |
| Les Jeunes Loups | film                         |                                             | 1968  | Marcel Carné                                                   | (Prostitution masculine) | S.b-f.l.g. - princesse iranienne (bisexuelle) - promoteur d'immeubles (gay) | [ 95 ]                                     |
| J'ai pas sommeil | film                         |                                             | 1994  | Claire Denis                                                   | H (France) à partir de fait réel -personnage LGBT criminel | P.g.travesti. S.g. - Camille (gay, travesti) - ami de Camille (gay) - clients de bar gay (gay) | (cf. fr.wp)                                |
| Johan (mon été 75) (autres titres : Johan, carnet intime homosexuel ; Johan, journal intime homosexuel d’un été 75)                                                                  | film                         |                                             | 1976  | Philippe Vallois (*)                                           | inspiré de faits réel | P.g. - Johan (gay) - les autres personnages[réf. souhaitée] (gay) | [ 97 ]                                     |
| Juste un peu de réconfort | court métrage                |                                             | 2004  | Armand Lameloise                                               | | P.g. |                                            |
| King Size | film                         |                                             | 2007  |                                                                | | |                                            |
| Le Locataire | film                         |                                             | 1976  | Roman Polanski                                                 | H T | P.travestissement. - Trelkovsky (travestissement au cours de délir) (Roman Polanski) | [ 98 ]                                     |
| Ma vraie vie à Rouen | film                         |                                             | 2002  | Jacques Martineau Olivier Ducastel                             | H (France) adolescents - découverte de son homosexualité - initiatique[réf. souhaitée]                                                                                  | P.g. S.g. - Étienne (gay) - homme près de la mer (relation gay) | (cf. fr.wp)                                |
| Des majorettes dans l'espace | court métrage                |                                             | 1997  | David Fourier                                                  | | P.g.q. - Dimitri (queer) - Vincent (gay) | (cf. fr.wp)                                |
| Madame Irma (film) | film                         |                                             | 2006  | Didier Bourdon et Yves Fajnberg                                | H | P.travestissement. - Francis Lenoir/Madame Irma (travestissement utilitaire) (Didier Bourdon) | (cf. fr.wp)                                |
| Ma Loute | film                         |                                             | 2016  | Bruno Dumont                                                   | T[réf. souhaitée] | travestissement[réf. souhaitée] | [réf. souhaitée]                           |
| Le Mari de la coiffeuse | film                         |                                             | 1990  | Patrice Leconte                                                | | | [réf. souhaitée]                           |
| La Marraine de Charley | film                         |                                             | 1959  | Pierre Chevalier                                               | H | P.travestissement. - Charley Rivoire (travestissement utilitaire) | (cf. fr.wp),                               |
| Mauvaise Conduite | film documentaire            |                                             | 1984  | Néstor Almendros                                               | H documentaire - discrimination et répression envers les LGBT | gay | (cf. fr.wp)                                |
| La Meilleure Façon de marcher | film                         |                                             | 1976  | Claude Miller                                                  | H (France) | P.b-m.travestissement. - Philippe (travestissement fétichiste) - Marc (bisexuel[réf. souhaitée]) | (cf. fr.wp)[réf. souhaitée]                |
| Mensonge | film                         |                                             | 1992  | François Margolin                                              | VIH-SIDA | P.b-m. S.g. - Charles (bisexuel, relation gay) - jeune homme dans le parc des Tuileries (drague gay) | (cf. fr.wp)                                |
| Mme Mills, une voisine si parfaite | film                         |                                             | 2018  | Sophie Marceau                                                 | | P.travestissement. - Albert Dupont, alias Mme Scarlett Mills / Monsieur Rosenberg / Léonard Chomsky (travestissement de dissimulation) (Pierre Richard) | (cf. fr.wp)[réf. souhaitée]                |
| Miss Mona | film                         |                                             | 1987  | Mehdi Charef                                                   | T personnage LGBT criminel (prostitution homosexuelle masculine) | P.travesti.transidentité S.travesti. - Samir (prostitué) - Miss Mona, le vieux travesti (travesti, prostitué, trans) (Jean Carmet) - le père de Mona (travesti) - adolescent (prostitué) - L'homme des vespasiennes (gay) - clients (relation gay)                            | (cf. fr.wp)                                |
| Muriel fait le désespoir de ses parents | film                         |                                             | 1997  | Philippe Faucon                                                | H (TV France) (Film sur l'adolescence) découverte et acceptation de son homosexualité - discrimination envers l’homosexualité                                           | P.l.b-f. S.l. - Muriel (lesbienne, relation bisexuelle) - Nora (relation lesbienne, bisexuelle) - Caroline (relatin lesbienne) | (cf. fr.wp)                                |
| Naissance des pieuvres | film                         |                                             | 2007  | Céline Sciamma (*)                                             | H (France) adolescence ; découverte de sa sexualité | P.l. - Marie (attirance lesbienne) - Floriane (relation lesbienne) | (cf. fr.wp)                                |
| Nannerl, la sœur de Mozart | film                         |                                             | 2010  | René Féret                                                     | H | P.travestissement. - Nannerl (travestissement utilitaire et d’émancipation) | (cf. fr.wp)                                |
| Ne le dis à personne | film                         |                                             | 2006  | Guillaume Canet                                                | | | [réf. souhaitée]                           |
| Nés en 68 | film                         |                                             | 2008  | Olivier Ducastel Jacques Martineau                             | (VIH-SIDA) trio | P.g.b-m. - Yves et Hervé (trio, bisexuel) - Boris (gay) - Christophe (gay) - Vincent (gay) | (cf. fr.wp)                                |
| Nettoyage à sec | film                         |                                             | 1997  | Anne Fontaine avec Miou-Miou                                   | personnage LGBT ayant une fin tragique - découverte de son homosexualité - trio                                                                                         | P.b-m.travestissement. - Jean-Marie (mariage hétérosexuel, relation gay, bisexuel) (Charles Berling) - Loïc (travesti, gay, bisexuel) (Stanislas Merhar) | (cf. fr.wp)                                |
| Nos années folles | film                         |                                             | 2017  | André Téchiné (*)                                              | H T (France) inspiré d'une historie vrai | P.travestissement. - bisexualité[réf. souhaitée] - Paul Grappe / Suzanne (Travestissement utilitaire et d'expression) (Pierre Deladonchamps) | (cf. fr.wp)                                |
| Notre paradis | film                         |                                             | 2011  | Gaël Morel (*)                                                 | H (France) prostitution masculine ; personnage LGBTI+ criminel ; homophobie ; trio ; personnage LGBTI+ ayant une fin tragique                                           | P.g. - Vassili (gay, relation bisexuel) - "Angelo" (gay, relation bisexuel) - Saïd (gay) - Victor et Kamel (couple gay) - clients (relation gay) | (cf. fr.wp)                                |
| Nous étions un seul homme | film                         |                                             | 1979  | Philippe Vallois (*)                                           | H (France) récit initiatique[réf. souhaitée] - issue tragique | P.g.b-m. - Guy et Rolf (relation gay, bisexuel[réf. souhaitée]) | (cf. fr.wp)                                |
| Les Nuits d'été | film                         |                                             | 2014  | Mario Fanfani                                                  | H coming out | P.travestissement. - Michel/Mylène (travesti par choix personnel) - Flavia/Jean-Marie (travesti par choix personnel) - homme habitué de la Villa Mimi (travesti) | (cf. fr.wp)                                |
| Les Œufs de l'autruche | film                         |                                             | 1957  | Denys de La Patellière                                         | | P.g. - le fils aîné (gay, non explicite) | [ 110 ]                                    |
| Olivia | film                         |                                             | 1951  | Jacqueline Audry                                               | H | P.l. - Mademoiselle Julie et Olivia (amour platonique lesbien) | (cf. fr.wp)                                |
| Omelette | moyen métrage                |                                             | 1997  | Rémi Lange                                                     | coming-out | P.g.b-m. - Rémi (gay) - Antoine (gay) - Le père (relation bisexuelle masculine) | ,                                          |
| On ne choisit pas sa famille | film                         |                                             | 2011  | Christian Clavier                                              | H (France) homoparentalité | P.l. - Alex et Kim (couple lesbien) | (cf. fr.wp)                                |
| Oublier Cheyenne | film                         |                                             | 2005  | Valérie Minetto (*)                                            | H (France) | P.l.b-f. S.l. - Cheyenne (lesbienne) - Sonia (lesbienne, relation hétérosexuelle, bisexuelle) - Edith (lesbienne) - Béatrice (lesbienne) | (cf. fr.wp)                                |
| Paname | film                         |                                             | 2010  |                                                                | | |                                            |
| Pédale douce | film                         |                                             | 1996  | Gabriel Aghion avec Fanny Ardant Michèle Laroque               | H (France) homophobie | P.g. S.g. - Adrien Aymar (gay, drag-queen, fellation hétérosexuelle) Patrick Timsit - André Lemoine (gay, fellation hétérosexuell) Jacques Gamblin - amant et partenaire d'Adrien (gay) - habitués du restaurant "gay"                                                        | (cf. fr.wp)                                |
| Pédale dure | film                         |                                             | 2004  | Gabriel Aghion                                                 | H (France) homoparentalité ; GPA | P.g. S.g. - Loïc et Seb (couple gay) - client de la boite (gay) | (cf. fr.wp)                                |
| Le père Noël est une ordure | film                         |                                             | 1982  | Jean-Marie Poiré                                               | homophobie - discrimination envers les personnes LGBT | P.travesti. - Jean-Jacques/Katia (travestissement d'expression, gay) (Christian Clavier) | (cf. fr.wp)                                |
| Persécution | film                         |                                             | 2009  | Patrice Chéreau                                                | | P.g. - L'inconnu (gay) | (cf. fr.wp)                                |
| Une petite zone de turbulences | film                         |                                             | 2009  | Alfred Lot                                                     | (France) coming out[réf. souhaitée] | P.g. S.g. - Mathieu (gay) - Olivier (gay) | (cf. fr.wp)                                |
| La Pirate | film                         |                                             | 1984  | Jacques Doillon                                                | (France) personnage LGBTI+ criminel | P.l.b-f. - Alma (bisexuel) - Carol (relation lesbienne) | (cf. fr.wp)                                |
| Le Placard | film                         |                                             | 2001  | Francis Veber                                                  | H (France) homophobie - coming-out | P.g. S.g. - François Pignon (usurpe l’identité d'homosexuel) - Jean-Pierre Belone (gay) - Santini (gay)) | (cf. fr.wp)                                |
| Plaire, aimer et courir vite | film                         |                                             | 2018  | Christophe Honoré                                              | (France) LGBTI+ et la mort ; amour d'un été ; découverte de son homosexualité                                                                                           | P.g.b-m. S.g. - Arthur (relation hétérosexuel puis gay, bisexuel) - Jacques (gay) (Pierre Deladonchamps) - ami de Jacques (gay) (Denis Podalydès)[réf. souhaitée] | (cf. fr.wp)                                |
| Poltergay | film                         |                                             | 2006  | Éric Lavaine                                                   | H (France) | S.g. - 5 fantômes (gay) | (cf. fr.wp)                                |
| Portrait d'une jeune fille de la fin des années 60 à Bruxelles | téléfilm                     |                                             | 1994  | Chantal Akerman                                                | | | [réf. souhaitée]                           |
| Potiche | film                         |                                             | 2009  | François Ozon (*)                                              | | S.g. (Laurent Pujol) |                                            |
| Pourquoi mon fils ? | court métrage                |                                             | 2015  | Lucas Morales                                                  | | P.g. |                                            |
| The Prodigies | film d'animation             |                                             | 2011  | Antoine Charreyron                                             | | |                                            |
| Le Rebelle | film                         |                                             | 1980  | Gérard Blain                                                   | chantage sexuel - personnage LGBT prédateur - personnage LGBT ayant un destin tragique                                                                                  | S.g. (Beaufils) | ,                                          |
| Quand on a 17 ans | film                         |                                             | 2016  | André Téchiné                                                  | H adolescents ; découverte et acceptation de son homosexualité ; coming-out[réf. souhaitée]                                                                             | P.g. S.g. - Damien (gay) - Thomas dit Tom (gay) - homme rencontré sur un site de rencontre (gay)[réf. souhaitée] | (cf. fr.wp)                                |
| Quai des Orfèvres | film                         |                                             | 1947  | Henri-Georges Clouzot                                          | (LGBT) | S.l. (Dora)[réf. souhaitée] | (cf. fr.wp)                                |
| Révolution | court métrage                |                                             | 2006  | Xavier Diskeuve                                                | | P.g.b.[réf. souhaitée] |                                            |
| Tarik el hob (The Road to Love) | film                         |                                             | 2001  | Rémi Lange (*)                                                 | découverte et acceptation de son homosexualité ; récit initiatique[réf. souhaitée] ; minorité et LGBTI+                                                                 | P.g.b-m. S.g. - Karim (relation hétérosexuelle ; initiation à des relations gay) - Farid (gay) - jeunes d'origine maghrébine interviewé (gay) | [ 123 ]                                    |
| Une robe d'été | court métrage                |                                             | 1996  | François Ozon (*)                                              | H (France) adolescence - découverte de sa sexualité - initiatique | P.g.b-m. S.g. - Luc (gay, relation hétérosexuel, bisexuel) - son compagnon (gay) | (cf. fr.wp)                                |
| Rome désolée | film                         |                                             | 1996  | Vincent Dieutre                                                | H (France) | P.g. S.g. - auteur-narrateur (gay) - rencontre lieu de drague (relation gay) | (cf. fr.wp)                                |
| Les Roseaux sauvages | film                         |                                             | 1994  | André Téchiné (*)                                              | H (France) adolescents coming-out découverte et acceptation de son homosexualité                                                                                        | P.g.b-m - François (gay) - Serge (expérience gay, bisexuel) | (cf. fr.wp)                                |
| Le Roi de l'évasion | film                         |                                             | 2008  | Alain Guiraudie (*)                                            | (France) | P.g.b. S.g. - Armand Lacourtade (gay, relation hétérosexuelle avec une mineur) - relations et amants d'Armand (relation gay) | (cf. fr.wp)                                |
| Saint Laurent | film                         |                                             | 2014  | Bertrand Bonello                                               | H biographique | P.g. S.g. - Yves Saint Laurent (gay) (Gaspard Ulliel) - Pierre Bergé (gay)(Jérémie Renier) - Jacques de Bascher (gay) (Louis Garrel) - partenaires (gay) | (cf. fr.wp)                                |
| Sauvage | film                         |                                             | 2003  | Camille Vidal-Naquet                                           | H (France) (Prostitution masculine) | P.g. S.g. - Léo (gay) - client (gay) | (cf. fr.wp)[réf. nécessaire]               |
| Scènes de lit (he) | court métrage                |                                             | 1998  | François Ozon                                                  | | | [réf. souhaitée]                           |
| Sérieux comme le plaisir | film                         |                                             | 1975  | Robert Benayoun                                                | (Ménage à trois) | P.b-m.g.[réf. souhaitée] - Ariane, Bruno et Patrice (trio) | (cf. fr.wp)                                |
| Sitcom | film                         |                                             | 1998  | François Ozon (*)                                              | H (France) adolescents | P.g. S.g.b-m. - Nicolas (gay, relation avec sa mère, bisexuel) - Abdou (bisexuel), relation gay) | (cf. fr.wp)                                |
| Son frère | film                         |                                             | 2003  | Patrice Chéreau                                                | (France) | P.g. S.g. - Luc (gay) - compagnon de Luc (gay) | (cf. fr.wp)                                |
| Statross le Magnifique | court métrage                |                                             | 2006  | Rémi Lange (*)                                                 | H (France)[réf. souhaitée] | | [réf. souhaitée]                           |
| La Surprise | téléfilm                     |                                             | 2007  | Alain Tasma                                                    | H (TV France) découverte et acception de son homosexualité | P.l.b-f. - Marion (bisexuelle) | (cf. fr.wp)[réf. souhaitée]                |
| Suzanne Simonin, la Religieuse de Diderot (La Religieuse) | film                         |                                             | 1967  | Jacques Rivette                                                | (France) religion censure[réf. souhaitée] | S.l. (nouvelle abbesse) | (cf. fr.wp)                                |
| Les Témoins | film                         |                                             | 2007  | André Téchiné (*)                                              | (France) VIH-SIDA | P.g.b-m. - Manu (gay) - Mehdi (bisexuel) (Sami Bouajila) - Adrien (gay) (Michel Blanc) | (cf. fr.wp)                                |
| Le Temps qui reste | film                         |                                             | 2005  | François Ozon (*)                                              | (France) | P.g.b. S.g. - Romain (gay ; relation hétérosexuelle) - Sacha (gay) | (cf. fr.wp)                                |
| Les Temps qui changent | film                         |                                             | 2004  | André Téchiné (*)                                              | (France) | S.g. - Sami et son jeune amant (gay)[réf. souhaitée] | [ 128 ]                                    |
| Tenue de soirée | film                         |                                             | 1986  | Bertrand Blier avec Miou-Miou                                  | H (France) trio amoureux (Prostitution) | P.b-m.g. travestissement. S.b.g. - Bob (relation gay, prostitution travesti, trio) (Gérard Depardieu) - Antoine (relation bisexuel avec bob, prostitution travestis, trio) (Michel Blanc) - ancien amant de Bob, autre client (relation gay)[réf. souhaitée]                  | (cf. fr.wp)                                |
| Théo et Hugo dans le même bateau | film                         |                                             | 2017  | Olivier Ducastel Jacques Martineau                             | H (France) VIH-SIDA | P.g. (Théo ; Hugo) | (cf. fr.wp)                                |
| La Truite | film                         |                                             | 1982  | Joseph Losey                                                   | | S.g. (Galuchat et son protégé)[réf. souhaitée] | (cf. fr.wp)                                |
| Tiresia | film                         |                                             | 2003  | Bertrand Bonello                                               | H T protitution - LGBT ayant un destin tragique | P.transidentité. - Tiresia (trans HvF) - Terranova (attiré par Tiresia) | (cf. fr.wp)                                |
| Tomboy | film                         |                                             | 2011  | Céline Sciamma (*)                                             | T (France) enfants (Teddy Award) | P.transidentité. (Laure/Mickaël) | (cf. fr.wp)                                |
| Tout contre Léo | téléfilm                     |                                             | 2002  | Christophe Honoré                                              | H VIH-SIDA - homosexualité dissimulée | S.g. - Léo (gay) | (cf. fr.wp)                                |
| Toute première fois | film                         |                                             | 2015  | Noémie Saglio Maxime Govare                                    | H découverte de sa bisexualité - mariage | P.b-m. S.g. - Jérémie Deprez (bisexuel) (Pio Marmaï) - Antoine Bovard (gay) (Lannick Gautry) | (cf. fr.wp)                                |
| La Triche | film                         |                                             | 1984  | Yannick Bellon                                                 | (France) personnage LGBT dont le destin est tragique - personnage LGBT criminel                                                                                         | Pb-m.g. S.g. - inspecteur Michel Verta (bisexuel) - Bernard Mirande (relation gay) - Jean Morane (gay) | (cf. fr.wp)                                |
| Les Tuche | film                         |                                             | 2011  | Olivier Baroux                                                 | découverte de son homosexualité[réf. souhaitée] | P.g. - Wilfried Tuche (gay) | (cf. fr.wp)[réf. souhaitée]                |
| Les Tuche 2 : Le Rêve américain | film                         |                                             | 2016  | Olivier Baroux                                                 | mariage - discrimination et crainte envers les LGBT | P.g. S.g. - Wilfried Tuche (gay) - Juan (gay) | (cf. fr.wp)                                |
| Les Tuche 3 | film                         |                                             | 2018  | Olivier Baroux                                                 | divorce | S.g. - Wilfried Tuche (gay, divorcé de Juan) | (cf. fr.wp)[réf. souhaitée]                |
| Une nouvelle amie | film                         |                                             | 2014  | François Ozon                                                  | T[réf. souhaitée] (France) | P.travestissement.l.b-f. - David/Virginia (travestissement d'expression personnelle) - Claire (attirance lesbienne, bisexuelle) | (cf. fr.wp)                                |
| Unique en son genre | film documentaire            |                                             | 2012  | Stéphane Galas Marion Lary                                     | H T LGBTI (France) documentaire | | [ 132 ]                                    |
| Vivre me tue | film                         |                                             | 2002  | Jean-Pierre Sinapi                                             | découverte de son homosexualité ; personnage LGBTI+ ayant une fin tragique                                                                                              | P.g. - Daniel (gay) | [ 133 ]                                    |
| Les Voleurs | film                         |                                             | 1996  | André Téchiné                                                  | H (France) | P.g.b-f. S.l.b-f.travestis. - Alex (attirance gay)[réf. souhaitée] - Juliette (bisexuelle) - Marie (relation lesbienne, divorcée, bisexuelle) - performeur de la boite (travestissement de scène)[réf. souhaitée]                                                             | (cf. fr.wp)                                |
| Le Voyage en douce | film                         |                                             | 1980  | Michel Deville                                                 | | P.l.b-f. - Hélène (lesbien, mariage hétérosexuel, bisexuelle) - Lucie (lesbien, mariage hétérosexuel, bisexuelle) | [ 134 ]                                    |
| Yves Saint Laurent | film                         |                                             | 2014  | Jalil Lespert                                                  | H (France) biographique | P.g. S.g. - Yves Saint Laurent (Pierre Niney) (gay) - Pierre Bergé (Guillaume Gallienne) (gay) - Jacques de Bascher (Xavier Lafitte) (gay) - autres personnages[réf. souhaitée]                                                                                               | (cf. fr.wp)                                |
| Bridget Jones : L'Âge de raison (Bridget Jones: The Edge of Reason) | film                         | Royaume-Uni Allemagne Irlande États-Unis    | 2004  | Beeban Kidron                                                  | (Royaume-Uni États-Unis France) | S.g.l. - Rebecca (lesbienne) - Tom (gay)[réf. souhaitée] | (cf. fr.wp)                                |
| Vies brûlées (Plata quemada) | film                         | Argentine Espagne Uruguay                   | 2000  | Marcelo Piñeyro                                                | H (Argentine Uruguay) censuré | P.g. (Néné et Ángel) | (cf. fr.wp)                                |
| Rimbaud Verlaine (Total Eclipse) | film                         | Belgique Royaume-Uni Italie                 | 1995  | Agnieszka Holland                                              | H (France Belgique Royaume-Uni) biographique | P.g.b-m. - Rimbaud (gay) (Leonardo DiCaprio) - Verlaine (bisexuel, maintient des liens avec sa femme) (David Thewlis) | (cf. fr.wp)                                |
| Waiting for the Moon |                              | Royaume-Uni États-Unis Allemagne de l'Ouest | 1987  |                                                                | | |                                            |
| Les Lunettes d'or (Gli occhiali d’oro) | film                         | Italie Yougoslavie                          | 1987  | Giuliano Montaldo                                              | (Italie) personnage LGBT ayant un destin tragique - répression moral de l'homosexualité                                                                                 | P.g. - docteur Fadigati (attirance gay) | (cf. fr.wp)                                |
| L’Escalier (Staircase) | film                         | États-Unis Royaume-Uni                      | 1969  | Stanley Donen                                                  | H (Royaume-Uni) | P.g. (Charlie et Harry) | (cf. fr.wp)                                |
| Wild Side | film                         | Belgique Royaume-Uni                        | 2004  | Sébastien Lifshitz                                             | H T (France) (Teddy Award) prostitution LGBT | P.transidentité.travestissement.g.[réf. souhaitée] - Stéphanie (Trans HvF, trio) - Mikhaïl (trio) - Djamel (trio) | (cf. fr.wp)                                |
| Love Is the Devil | film                         | Royaume-Uni Japon                           | 1998  | John Maybury                                                   | biographie ; LGBTI+ et la drogue et la violence | P.g. - Francis Bacon (peintre) - George Dyer | [réf. souhaitée],                          |
| En secret (Circumstance) (شرایط) | film                         | Iran États-Unis                             | 2011  | Maryam Keshavarz (*)                                           | H (Iran États-Unis) | P.l. (Atafeh et Shirin) | (cf. fr.wp)                                |
| Savage Grace (TQ : Délicate sauvagerie) | film                         | États-Unis Espagne                          | 2007  | Tom Kalin                                                      | (États-Unis) basé sur des faits réels - personnage LGBTI+ criminel | P.g.b-m.[réf. souhaitée] - Tony Baekeland (gay[réf. souhaitée], relation incestueuse avec sa mère) (Eddie Redmayne) | (cf. fr.wp)[réf. souhaitée]                |
| La Vierge des tueurs | film                         | Espagne Colombie                            | 2000  | Barbet Schroeder                                               | (Colombie) (Prostitution masculine homosexuelle) à partir d'une autobiographie - adolescence - pédérastie                                                               | P.g. - Fernando Vallejo (gay) - Alexi (relation gay, protitué) - Wilmar (relation gay) | (cf.de.wp)                                 |
| Le Conformiste (il Conformista) | film                         | Italie Allemagne de l'Ouest                 | 1970  | Bernardo Bertolucci                                            | | S.g. - Lino (gay, agression sexuelle sur le jeune Marcello) - prostitué (gay[réf. souhaitée]) | (cf. fr.wp)                                |
| Le Décaméron (Il decameron) | film                         | Italie Allemagne                            | 1971  | Pier Paolo Pasolini                                            | (Italie)[réf. souhaitée] | S.g.[réf. souhaitée] | [réf. souhaitée]                           |
| Les Lèvres rouges | film                         | Belgique Allemagne                          | 1970  | Harry Kümel                                                    | (Belgique) inspirée de faits réel - vampire et LGBT[réf. souhaitée] | P.l.b-f.[réf. souhaitée] - comtesse Bathory (relations bisexuelles, lesbienne) - Valérie (relations bisexuelles, relation vampirique lesbien) | (cf. fr.wp)[réf. souhaitée]                |
| Les Initiés (Inxeba) | film                         | Afrique du Sud                              | 2017  | John Trengove                                                  | H (LGBT)[réf. souhaitée] adolescence - viol homosexuel[réf. souhaitée]                                                                                                  | | [réf. souhaitée]                           |
| Blue Gate Crossing (Lanse da men) (藍色大門) | film                         | Taïwan                                      | 2002  | Yee Chin-Yen                                                   | (Taïwan) adolescence - coming-out - homosexualité discimulée | P.l. - Kerou (lesbienne) | [ 141 ]                                    |
| Appelez-moi Kubrick (Colour Me Kubrick) | film                         | Royaume-Uni                                 | 2005  | Brian W. Cook                                                  | basée sur des faits réels | P.g. S.g. - Alan Conway (gay) (John Malkovich) - jeune designer et autre hommes abusé (relation gay) | [ 142 ]                                    |
| Love Sick (en) (Legături bolnăvicioase) | film                         | Roumanie                                    | 2006  | Tudor Giurgiu avec Maria Popistașu Ioana Barbu                 | | P.l. |                                            |
| Mourir comme un homme (Morrer como um homem) | film                         | Portugal                                    | 2009  | João Pedro Rodrigues                                           | T (Portugal) récit initiatique[réf. souhaitée] - transition | P.transidentité.travesti. - Tonia (femme trans, travesti) | (cf. fr.wp)                                |
| Tristesse et Beauté (d'après le roman : Tristesse et Beauté (美しさと哀しみと, utsukushisa to kanashimi to)                                                                          | film                         | Japon (1965)                                | 1985  | Masahiro Shinoda[réf. souhaitée]                               | | Lesbien[réf. souhaitée] | [réf. souhaitée]                           |
| L'Empire des sens (Ai no corrida 愛のコリーダ ) | film                         | Japon                                       | 1976  | Nagisa Ōshima                                                  | | bisexualité[réf. souhaitée] | [réf. souhaitée]                           |
| Mary la rousse, femme pirate (Le avventure di Mary Read) | film                         | Italie                                      | 1961  | Umberto Lenzi                                                  | H | P.travestissement. - Mary (travestissement utilitaire de d'émencipation) | (cf. fr.wp)                                |
| Mort à Venise (titre tournage : Death in Venice, titre production Morte a Venezia)                                                                                                   | film                         | Italie                                      | 1971  | Luchino Visconti                                               | (France Italie) pédérastie - amour impossible | P.b-m. - Gustav von Aschenbach (fascination pour le jeune Tadzio) | (cf. fr.wp)[réf. souhaitée]                |
| Salò ou les 120 Journées de Sodome (Salò o le centoventi giornate di Sodoma) | film                         | Italie                                      | 1975  | Pier Paolo Pasolini                                            | pédérastie - BDSM torture - censurée | P.l.g.b.[réf. souhaitée] - Monseigneur (impose une fellation à Claudio) - un notable et un collaborateur (gay)[réf. souhaitée] - Antiniska et Eva (lesbienne) | (cf. fr.wp)                                |
| Shelter Me (Riparo – Anis tra di noi) | film                         | Italie                                      | 2007  | Marco Simon Puccioni                                           | France Italie) trio[réf. souhaitée] | P.l.b-f. - Anna (couple lesbien) - Mara (couple lesbien, bisexuel) | [ 144 ]                                    |
| Tableau de famille (Le Fate ignoranti) | film                         | Italie                                      | 2001  | Ferzan Özpetek                                                 | H (Italie) homosexualité dissimulée - Acception de l’homosexualité - VIH-SIDA                                                                                           | P.g.b-m. S.g. - Massimo (bisexuel, gay) - Michele (gay) - autres personnages[réf. souhaitée] | (cf. fr.wp)                                |
| Oublier Venise (Dimenticare Venezia) | film                         | Italie                                      | 1979  | Franco Brusati (dir.)                                          | | P.g. - Nicola (en couple gay) - Sandro (en couple gay) | (cf. fr.wp)[réf. souhaitée]                |
| Dakan | film                         | Guinée                                      | 1997  | Mohamed Camara                                                 | (Guinée France) discrimination en raison de son homosexualité - religion                                                                                                | P.g. - Sorry (gay, mariage hétérosexuel) - Manga (gay) | (cf. fr.wp)                                |
| Carol | film                         | États-Unis                                  | 2015  | Todd Haynes                                                    | H (États-Unis) homophobie (Queer Palm) | P.l. (Thérèse et Carol) | (cf. fr.wp)                                |
| The Girl | film                         | États-Unis                                  | 2000  | Sande Zeig                                                     | (États-Unis France) | P.l. - "l'artiste" (relation lesbienne) - "la fille" (relation lesbienne) | (cf. fr.wp)[réf. souhaitée]                |
| I Love You Phillip Morris (TQ : Je t'aimerai toujours Philip Morris) | film                         | États-Unis                                  | 2009  | Glenn Ficarra John Requa                                       | H (États-Unis) biographique coming-out HIV-SIDA | P.g. (Steven ; Jimmy ; Phillip Morris) | (cf. fr.wp)                                |
| Kaboom | film                         | États-Unis                                  | 2010  | Gregg Araki (*)                                                | H (États-Unis) (Queer Palm) | P.b-m. - Smith (bisexuel) - Stella (lesbienne) - Lorelei (lesbienne) - Hunter (gay) | (cf. fr.wp)                                |
| Showgirls (TQ : Les Girls de Las Vegas) | film                         | États-Unis                                  | 1995  | Paul Verhoeven                                                 | (États-Unis) | P.l[réf. souhaitée].b-f. - Cristal (bisexuelle) - Nomi (bisexuelle) | (cf. fr.wp)                                |
| El mar | film                         | Espagne                                     | 2000  | Agustí Villaronga                                              | H (Espagne) enfance et adolescence[réf. souhaitée] - acceptation de son homosexualité                                                                                   | P.g. S.g. - Manue Turl (gay) - Andreu Ramallo (gay non accepté, prostitution gay)[réf. souhaitée] - Morell (gay) | (cf. fr.wp)[réf. souhaitée],               |
| Tout sur ma mère (Todo sobre mia madre) | film                         | Espagne                                     | 1999  | Pedro Almodóvar (*)                                            | H T (Espagne) prostitution trans - VIH-SIDA | P.l.transidentité. - Esteban/Lola (femme trans) - Agrado (femme trans) - Huma Rojo (lesbienne) - Nina (lesbienne) | (cf. fr.wp)                                |
| Juste la fin du monde | film                         | Canada (Québec)                             | 2016  | Xavier Dolan                                                   | (Film traitant de la mort) | P.g.[réf. souhaitée] | (cf. fr.wp)[réf. souhaitée]                |
| Stardom (TQ : Stardom, le culte de la célébrité) | film                         | Canada                                      | 2000  | Denys Arcand                                                   | | | [réf. souhaitée]                           |
| Tom à la ferme | film                         | Canada                                      | 2013  | Xavier Dolan                                                   | H (Québec) violence conjugale - harcèlement morale - emprise psychologique sadomasochiste - homophobie                                                                  | P.g. - Tom et feu Guillaume (gay) - Francis (gay) | (cf. fr.wp)                                |
| Madame Satã | film                         | Brésil                                      | 2002  | Karim Aïnouz                                                   | H (Brésil) Film sur les LGBT liée à des faits réel - Film traitant des LGBT et autres minorités - homophobie - film sur les LGBT ont un destin tragique (prostitution)  | P.b-m.travestissement.g. S.travestissement.g. - João Francisco dos Santos/Madame Satã (travesti, bisexuel, gay) - Renato (relation gay) - Tabou (travesti, gay)[réf. souhaitée]                                                                                               | (cf. fr.wp)                                |
| La León | film                         | Argentine                                   | 2007  | Santiago Otheguy                                               | H (Argentine) (Teddy Award) | P.g. S.g. - Alvaro (gay) - plaisanciers (gay) - El Turu (gay) | (cf. fr.wp)                                |
| Ronde de nuit (Ronda nocturna) | film                         | Argentine                                   | 2005  | Edgardo Cozarinsky                                             | (France Argentine) Adolescence (prostitution masculine) | P.g.b-m. S.g. - Victor (relation gay, bisexuel) - divers personnes croisées par Victor (gay) | ,                                          |
| Les Désarrois de l'élève Törless (Der junge Törless) | film                         | Allemagne de l'Ouest                        | 1966  | Volker Schlöndorff                                             | (Allemagne[réf. souhaitée]) (sexualité des mineurs) | | [réf. souhaitée]                           |
| Querelle | film                         | Allemagne de l'Est                          | 1982  | Rainer Werner Fassbinder                                       | H (France Allemagne) | P.g. S.g. - Querelle (gay) - lieutenant Seblon ; Nono ; Gil (gay) | (cf. fr.wp)                                |
| Beauty (Skoonheid) | film                         | Afrique du Sud                              | 2011  | Oliver Hermanus                                                | H (Afrique du Sud France) personnage dans le placard (Queer Palm) | P.g. - François van Heerden (gay) - Christian Roodt (gay) | (cf. fr.wp)                                |
| Cercle intime (The Monkey's Mask) | film                         | Canada Australie Italie Japon               | 2000  | Samantha Lang                                                  | H (Australie France Italie Japon Canada) | P.l. (Jill Fitzpatrick) | (cf. fr.wp)                                |
| Princesa (en) | film                         | Italie Espagne Royaume-Uni Allemagne        | 2001  | Henrique Goldman (dir.)                                        | H | transidentité |                                            |
| The Amazing Truth About Queen Raquela | film                         | Philippines Islande Thaïlande               | 2008  | Olaf de Fleur                                                  | T (Philippines Islande) (Teddy Award) (prostitution au cinéma) | P.transidentité. S. - Raquela Rios (trans) - (autres personnages[réf. souhaitée]) | (cf. fr.wp)                                |
| Le Roi des roses (Der Rosenkönig) | film                         | Portugal Allemagne Pays-Bas                 | 1986  | Werner Schroeter                                               | | P.g. - Albert (fascine par le jeune Fernando, gay) | [réf. souhaitée]                           |
| Innocents: The Dreamers (The Dreamers) | film                         | Royaume-Uni États-Unis Italie               | 2003  | Bernardo Bertolucci                                            | triangle amoureux - découverte de son identité sexuelle[réf. souhaitée]                                                                                                 | P.b-m. - Matthew (trio) Michael Pitt - Isabelle (trio) Eva Green - Théo (trio) Louis Garrel | (cf. fr.wp)[réf. souhaitée]                |
| L'Instit de campagne (Country Teacher) | film                         | République tchèque Allemagne                | 2008  | Bohdan Sláma                                                   | H (Rép. tchèque) pédéraste | P.g. - Petr (gay, attirance pédéraste et attouchement sur Lada) | (cf. fr.wp)                                |
| Venkovský učite |                              | République tchèque Allemagne                | 2008  |                                                                | | |                                            |
| Shizo | film                         | Russie Kazakhstan Allemagne                 | 2004  | Gulshat Omarova (dir.)                                         | | | [réf. souhaitée]                           |
| Farinelli | film                         | Belgique Italie                             | 1994  | Gérard Corbiau                                                 | basé sur une histoire réel | - Farinelli (castra) | (cf. fr.wp)[réf. souhaitée]                |
| Trembling Before G-d | film documentaire            | Israël États-Unis                           | 2001  | Sandi Simcha DuBowski                                          | H (Israël France États-Unis) religion - documentaire (Teddy Award) | P.g.l. | (cf. fr.wp)[réf. souhaitée]                |
| Chloé (Chloe) | film                         | Canada États-Unis                           | 2009  | Atom Egoyan                                                    | H (Canada France États-Unis) | P.l.b-f. - Catherine Stewart (mariée, relation lesbienne, bisexualité)[réf. souhaitée] (Julianne Moore) - Chloé Sweeney (lesbienne, bisexuel[réf. souhaitée]) (Amanda Seyfried)                                                                                               | (cf. fr.wp)                                |
| Nuits d'ivresse printanière (chinois simplifié : 春风沉醉的晚上 ; chinois traditionnel : 春風沉醉的晚上 ; pinyin : Chūn fēng chén zuì de wǎn shàng) (Chun feng chen zui de ye wande) | film                         | Hong-Kong Chine                             | 2009  | Lou Ye                                                         | (Chine) - ménage à trois | P.b-m.g. S.transsexuel. - Wang Ping ; Luo Haitao (bisexuel) - Jiang Cheng (gay) - compagnon de Jiang Cheng (transsexuel) | (cf. fr.wp),                               |
| Emporte-moi | film                         | Suisse Canada                               | 1999  | Léa Pool                                                       | H (France Québec Suisse)[réf. souhaitée] | lesbien[réf. souhaitée] |                                            |
| I Don't Want to Sleep Alone | film                         | Taïwan Chine Malaisie Autriche              | 2006  | Tsai Ming-liang                                                | (Taïwan) triangle amoureux | P.g.b-m. - Hsiao Kang (bisexuel sous-jacente[réf. souhaitée]) - Rawang (gay sous-jacent[réf. souhaitée]) | (cf. fr.wp)                                |
| Un éléphant ça trompe énormément | film                         | France                                      | 1976  | Yves Robert                                                    | | P.g. - Daniel (gay) - considéré comme le premier « homosexuel normal » du cinéma populaire français. | [ 161 ]                                    |
| Nous irons tous au paradis | film                         | France                                      | 1977  | Yves Robert                                                    | Normalisation de l'homosexualité | P.g. - Daniel (gay) | Suite de Un éléphant ça trompe énormément. |
| Eté 85 | film                         |                                             | 2020  | François Ozon                                                  | H - Homosexualité dans les années 1980 | P.g.● Alex (gay) - en relation avec David, mais sa sexualité n'est jamais statuée. ● David (bisexuel) - Au long du film, il est en relation avec Alex mais embrasse également une fille.                                                                                      |                                            |